# Dion Jordan
Pour les articles homonymes, voir Jordan.
(en) Statistiques sur pro-football-reference
Dion Jordan, né le 5 mars 1990 à Chandler (Arizona), est un joueur américain de football américain. Il joue actuellement avec les 49ers de San Francisco au poste de defensive end.

## Biographie

### Jeunesse
Jordan va en cours à la Chandler High School de sa ville natale de Chandler. Il joue dans l'équipe de football américain de ce même lycée aux postes de tight end et de defensive end. Scout.com le classe quatre étoiles sur cinq et il est classé dixième au classement des tight ends au niveau lycéen du pays.

### Carrière universitaire
Il entre à l'université de l'Oregon en 2008 et fait ses débuts en 2009, surtout comme tight end remplaçant et membre de l'équipe spéciale. Durant le printemps 2010, il se perfectionne au poste de defensive end, abandonnant l'attaque. En 2011, il devient titulaire, comme defensive end, et réalise quarante-deux tacles, treize tacles pour des pertes de yards et 7.5 sacks ; il est d'ailleurs nommé dans l'équipe de la conférence Pac 12 cette saison. L'année suivante, il fait quarante-quatre tacles, 10.5 tacles pour une perte et cinq sacks. Jordan sera renommé dans l'équipe de la saison pour la conférence. Il fait partie des prétendants à de nombreux trophées comme le Bednarik Award ou encore le Ted Hendricks Award mais ne remporte pas ses récompenses.

### Carrière professionnelle
Dion Jordan est sélectionné au premier tour de la Draft 2013 de la NFL par les Dolphins de Miami au troisième choix. Il est suspendu lors des quatre premiers matchs de la saison 2014 pour utilisations de produits interdits par la NFL. Il récidive avant le début de la saison 2015, et est suspendu pour la saison entière. Dion Jordan fait à nouveau face à une suspension de 10 matchs en 2019, pour l'utilisation d' Adderall; Jordan utilisait ce produit sous prescription, pour traiter son Trouble du déficit de l'attention, mais la validité médicale avait expiré. Dion Jordan a soutenu que l'utilisation du produit n’était pas relative aux performances sportives. Cependant son appel a été rejeté.
Le 07 août 2020, il signe avec les 49ers de San Francisco, pour ce qui pourrait être la dernière chance de sa carrière et justifier sa sélection lors du premier tour de la draft 2013 (#3 overall) .

## Palmarès
- Classé #10 du classement des tight ends au niveau national pour la saison 2007 (niveau lycée)
- All-American 2007 selon PrepStar (niveau lycée)
- Équipe de la conférence Pac 12 2011 et 2012